# Cinco de Mayo

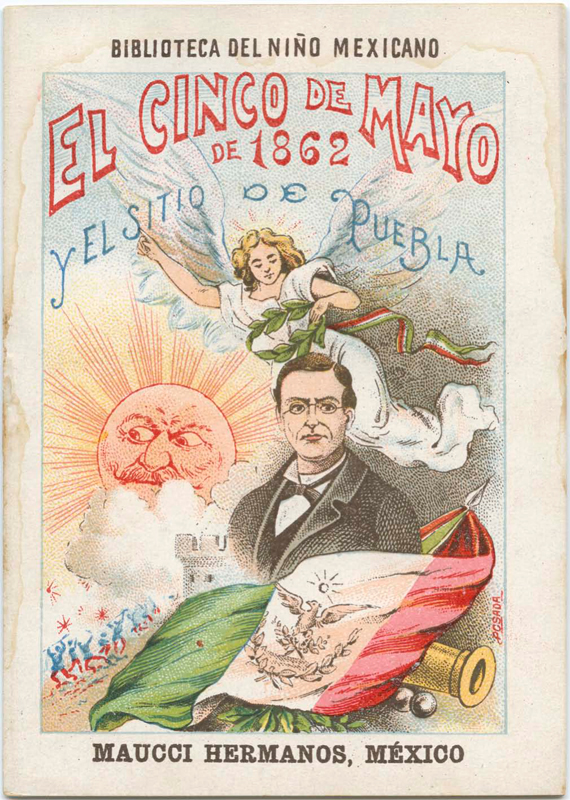
Poster mexicain célébrant El Cinco de Mayo.

Le Cinco de Mayo (« cinq mai » en espagnol) commémore la bataille de Puebla, le 5 mai 1862, victoire des forces du gouvernement républicain mexicain, menées par le général Ignacio Zaragoza, sur les forces du gouvernement conservateur mexicain et du corps expéditionnaire du Second Empire français.

## Contexte
Sous le prétexte de forcer le paiement de la dette du Mexique, le Royaume-Uni, l'Espagne et la France avaient envoyé des troupes au Mexique. Le gouvernement libéral du président Benito Juárez passa des accords avec les Britanniques et les Espagnols, qui rappelèrent leurs armées, mais les Français restèrent. L'empereur Napoléon III voulut fixer la domination française dans l'ancienne colonie espagnole, plaçant l'archiduc Maximilien d'Autriche au gouvernement du Mexique. 
Bien qu'Abraham Lincoln ait condamné les ambitions impérialistes de Napoléon dans un pays voisin, il ne pouvait pas intervenir dans le conflit car les États-Unis étaient alors en pleine guerre de Sécession.
6 500 soldats français, marchent sur Mexico avant que les forces du gouvernement libéral de la république mexicaine ne puissent organiser une défense viable. Durant leur marche, les Français rencontrent les troupes mexicaines libérales à Puebla.
La bataille s'est déroulée le 5 mai quand les troupes du gouvernement libéral dirigées par Ignacio Zaragoza (12 000 hommes selon les sources françaises, moins de 5 000 selon les sources mexicaines,) ont rencontré l'armée française et celles des conservateurs mexicains. Défaits, les conservateurs et les troupes du corps expéditionnaire français se retirèrent vers Veracruz. L'empereur français expédia une autre force, cette fois de 30 000 soldats.
En 1864, ils réussirent à défaire l'armée républicaine et à occuper la capitale, Mexico. L'archiduc Maximilien devint empereur du Mexique.
Le gouvernement de Maximilien fut de courte durée. Les mésententes de Maximilien avec les généraux français et les conservateurs mexicains conduisirent l'armée française à se retirer du Mexique plus tôt que prévu. Les troupes républicaines du gouvernement de Benito Juárez vainquirent les restes de l'armée impériale en 1867.

## Popularité de la célébration
Au Mexique, il s'agit d'une fête nationale optionnelle, principalement célébrée dans l'État de Puebla, où s'était déroulée la bataille et où ce jour est férié. En 2012 ont été commémorés les 150 ans de la Batalla de Puebla. Une pièce de monnaie de 10 pesos de circulation courante à l'effigie du général Ignacio Zaragoza a été émise à cette occasion.
La célébration du Cinco de Mayo est beaucoup plus populaire aux États-Unis, notamment en Californie où elle existe depuis 1863 et au Texas. En juin 2005, le Congrès américain vote même une résolution demandant au président des États-Unis de publier une proclamation reconnaissant la lutte du peuple mexicain pour son indépendance et demandant au peuple américain de marquer l'événement de cérémonies et d'activités appropriées.
D'après le magazine Time, la célébration du Cinco de Mayo est devenue vraiment populaire aux États-Unis dans les années 1940 au moment de l'essor des mouvements chicanos.

## Autre
Le nom officiel au Mexique de cette festivité est « Día de la Batalla de Puebla » (« Le jour de la bataille de Puebla »). Le Cinco de Mayo ne marque pas le jour de l'indépendance mexicaine et n'est pas un jour férié officiel au Mexique. Cette distinction est réservée au Quince de Septiembre (« 15 septembre »), qui est célébré dans l'ensemble du pays avec une reconstitution du Grito de Dolores de 1810.
Le nom « Cinco de Mayo » a été donné à un camp cubain de guérilleros géré à la fin des années 1960 par l'Institut cubain d'amitié avec les peuples (ICAP) ou par l'Union des jeunes communistes (UJC).
Le groupe WAR a créé un morceau en référence à l'évènement en 1982 sur l'album Outlaw.